# أعراض فموية للأمراض الجهازية
الأعراض الفموية للأمراض الجهازية هي أعراض وعلامات الأمراض التي تصيب أجزاء أخرى من الجسم وتُكتشف في الفم. إذ يمكن الكشف عن ارتفاع نسبة السكر في الدم بالإضافة إلى الكشف عن تغير النبيت الجرثومي المعوي بأخذ عينة من اللعاب واختبارها، ويمكن الكشف عن مرض الزهري الثالثي بواسطة التغيرات التي تصيب الأسنان.
يلتهب اللسان ويُحمر إذا كان الشخص يفتقر للمعادن والفيتامينات مثل الحديد وحمض الفوليك وفيتامين بي 12. ويشير اللسان المشعر إلى الإصابة بفيروس إبشتاين-بار أو فيروس نقص المناعة البشرية.
تشمل الأمراض الجهازية الأخرى التي تسبب القرحة القلاعية في اللسان داء كرون والتهاب القولون التقرحي ومتلازمة بهجت والفقاع الشائع والهربس وداء النوسجات والتهاب المفاصل التفاعلي.

## أمراض القلب والأوعية الدموية
تسبب الجلطة القلبية ألمًا في الصدر يمتد في بعض الأحيان إلى الفك، بسبب انسداد أحد الأوعية الدموية بالخثرة.
يعاني المريض بعد استخدام أدوية حاصرات قنوات الكالسيوم لمعالجة ارتفاع ضغط الدم من تضخم اللثة، ولكنه ليس مستمرًا، إذ يتوقف نمو اللثة بعد إيقاف تناول الدواء، لذلك يحدد طبيب القلبية وطبيب الأسنان معًا نوع الدواء المستخدم.
يعتبر اللسان المتضخم ذات اللون الأحمر أحد العلامات على نقص فيتامين بي 12 كما تظهر أعراض أخرى مثل داء المبيضات والتهاب الشفة الزاوي التي تسببه المكورات العنقودية.

## أمراض الجهاز التنفسي
تسبب أدوية الاستنشاق الستيرويدية التي توصف للمرضى الذين يعانون من أمراض الجهاز التنفسي مثل الربو ومرض الانسداد الرئوي المزمن تسوس الأسنان وجفاف الفم والتهاب اللثة وتقرحها والتهاب دواعم السن، لذلك ينصح أطباء الأسنان دائمًا بشطف الفم بعد استخدام هذه الأدوية.

## أمراض الكلية
تسبب الأدوية المثبطة للمناعة التي يتناولها مرضى زراعة الكلى ليتقبل جسم المرضى الكلية المزروعة مثل سيكلوسبورين بعدة مضاعفات فموية مثل تضخم اللثة والتقرح القلاعي والإصابة بفيروس الهربس والصداف الفموي.

## أمراض الجهاز الهضمي
تؤثر الأمراض التي تصيب الجهاز الهضمي على صحة الفم والبلعوم ويمكن أن تسبب عسر البلع وعسر الحركة والقرحة الهضمية في الجزء العلوي من الجهاز الهضمي أو داء كرون والتهاب القولون التقرحي وداء السلائل الورمي الغدي العائلي في أسفل القناة الهضمية.
يُعرّف عسر البلع على أن عرض طبي يعاني المصاب به من صعوبة في إمرار السوائل أو الجوامد أو كليهما من الفم إلى المعدة، يظهر لدى الأشخاص المصابين بالأورام الخبيثة التي تتطور إلى الجيب البلعومي الذي يسبب رائحة الفم الكريهة وارتجاع الطعام. يوفر أطباء الأسنان الرعاية الكاملة عند علاج المرضى المصابين بعسر البلع بشفط السوائل والمواد السنية من داخل حجرة الفم.
تتمثل الأعراض القموية لداء كرون الذي يؤثر على أي منطقة في الجهاز الهضمي من الفم إلى فتحة الشرج بالورم الحبيبي الوجهي الفموي الذي يصيب الغشاء المخاطي للفم.
يُعالج الورم الحبيبي الفموي الوجهي بالكورتيكوستيرويدات الموضعية وينصح بالابتعاد عن تناول القرفة لأنها تؤدي إلى تفاقم الحالة.
تؤثر اضطرابات الطعام النفسية على الجهاز الهضمي بضمنه التجويف الفموي وتؤدي إلى تآكل الفك وتآكل في اطباق الأسنان وتقعر الاسطح الاطباقية جنبًا إلى جنب مع تضخم الغدد النكفية، مثل اضطراب فقدان الشهية العصبي للحفاظ على وزن الجسم والنهام العصبي الذي يتمثل بالشراهة عند تناول الطعام متبوعة بالاستفراغ.